# Sean Armand
Sean Armand, né le 26 août 1991, à Brooklyn, à New York, est un joueur américain de basket-ball. Il évolue au poste d'arrière.

## Biographie
Il signe à Chalon-sur-Saône le 14 janvier 2020. Il resigne à Chalon-sur-Saône le 1er octobre 2020. Armand arrive effectivement à Chalon-sur-Saône le 24 octobre.
Armand réalise une bonne saison 2020-2021 sur le plan individuel avec Chalon et termine 4e marqueur du championnat (16,8 points par rencontre), mais pas collectivement car le club Chalonnais descend en Pro B à la fin de cette saison. En août 2021, il rejoint pour une saison le Baloncesto Fuenlabrada, club de Liga ACB.